# Brandholz (Böhen)
Brandholz ist ein Gemeindeteil von Böhen im schwäbischen Landkreis Unterallgäu in Bayern.
Der Weiler liegt circa zwei Kilometer nordwestlich von Böhen.

## Baudenkmäler
Siehe auch: Liste der Baudenkmäler in Brandholz
- Wegkapelle, erbaut um 1760/1770